# Акалі Дал
Акалі Дал — індійська політична партія сикхських конфесіоналістів.
Була заснована 14 грудня 1920 року в ході так званого «руху Акалі». Є найбільшою і найвпливовішою сикхською партією в світі. Основу її філософії становить неподільність релігії і політики, метою є згуртування всіх сикхів світу і відстоювання їх інтересів, декларуючи, що в своїй діяльності використовує тільки законні методи вирішення питань. Контролюється Комітетом з управління ґурдварами.
В епоху боротьби за незалежність від Великої Британії співпрацювала з Індійським національним конгресом. З 1973 року стала в опозицію до Конгресу і зосередила свою діяльність в основному в Пенджабі, прагнучи до заняття лідируючих позицій в цьому штаті і до його подальшого поділу на два за мовною ознакою (на панджабімовний і хіндімовний). Станом на 2013 рік партія має 56 місць з 117 в законодавчих зборах Пенджабу, її колишній (Паркаш Сінгх Бадан) і діючий (Сукхбір Сінгх Бадан, його син) лідери займають посади відповідно прем'єр-міністра Пенджабу і його заступника.